# Сумувко (гміна Збічно)
Сумувко (пол. Sumówko, нім. Klein Summe) — село в Польщі, у гміні Збічно Бродницького повіту Куявсько-Поморського воєводства.
Населення — 188 осіб (2011).
У 1975-1998 роках село належало до Торунського воєводства.

## Демографія
Демографічна структура станом на 31 березня 2011 року:
|          | Загалом | Допрацездатний вік | Працездатний вік | Постпрацездатний вік |
| -------- | ------- | ------------------ | ---------------- | -------------------- |
| Чоловіки | 96      | 19                 | 70               | 7                    |
| Жінки    | 92      | 20                 | 56               | 16                   |
| Разом    | 188     | 39                 | 126              | 23                   |